# Ernst Stiefel (Maler)
Ernst Stiefel (* 14. Juni 1892 in Zürich; † 13. Juli 1952 ebenda) war ein Schweizer Maler und Grafiker. Er malte Figuren, Landschaften und Stillleben. Stiefels Werke wurden unter anderem am Kunsthaus Zürich ausgestellt. So beispielsweise 1922 ein Früchtestillleben.

## Leben

Alphorn, Eiger, Mönch, Jungfrau; Öl auf Platte (1934)

Stiefel war der Sohn von Heinrich Stiefel. Sein Vater war Vizechef für Straßenbeleuchtung des städtischen Gaswerks. Zunächst besuchte Stiefel wegen einer Sprachbehinderung die Spezialschule (Heilpädagogische Schule) in der Gotthelfstrasse in Zürich. Hier wurde er von seiner Lehrerin Fräulein Zollinger unter anderem in der Ölmalerei unterrichtet, um sein Talent zu fördern. Nachdem er die Schule beendet hatte, arbeitete er ebenfalls im städtischen Gaswerk und malte in seiner Freizeit. Im Februar 1916 stellte er zwei Landschaftsbilder im Kunsthaus Zürich aus. In der Presse wurden diese positiv besprochen: sie würden „ihren eigenen Ton haben [uns] ein intimes Naturgefühl verraten.“ Da Stiefel die Werke verkaufen konnte, beschloss er sich an einer Kunstschule weiter ausbilden zu lassen. Spätestens ab 1916 wohnte er in der Bäckerstr. 153 (Kreis 4) und hatte einen regen Briefwechsel mit der Zürcher Kunstgesellschaft (Kunsthaus Zürich).

## Werke (Auswahl)
- 1913: Brücke über die Reuss
- 1922: Früchtestillleben
- 1936: Bauer auf dem Feld am Pflügen
- 1938: Blumenstillleben in Vase
- 1943: Grosses Blumenstillleben

Handschriftliche Publikationen
- Brief vom 14. März 1919 an die Verwaltung der Kunsthausgesellschaft, Zürich (digital.kunsthaus.ch).
- Verzeichnis, für St. Gallen. Für die Ausstellung des Graphischen Kabinetts in St. Gallen um 1923, OCLC 1005893094.